# ایلیوشین ایل-۲۸
ایلیوشین ایل-۲۸ (به روسی: Илью́шин Ил-۲۸) یک هواگرد بمب‌افکن جت دوره جنگ سرد ساخت شوروی است. نخستین استفاده‌کننده این هواگرد نیروی هوایی شوروی بوده است. ایل-۲۸ نخستین پرواز خود را روز ۸ ژوئیه سال ۱۹۴۸ به انجام رساند.

## طراحی و تولید

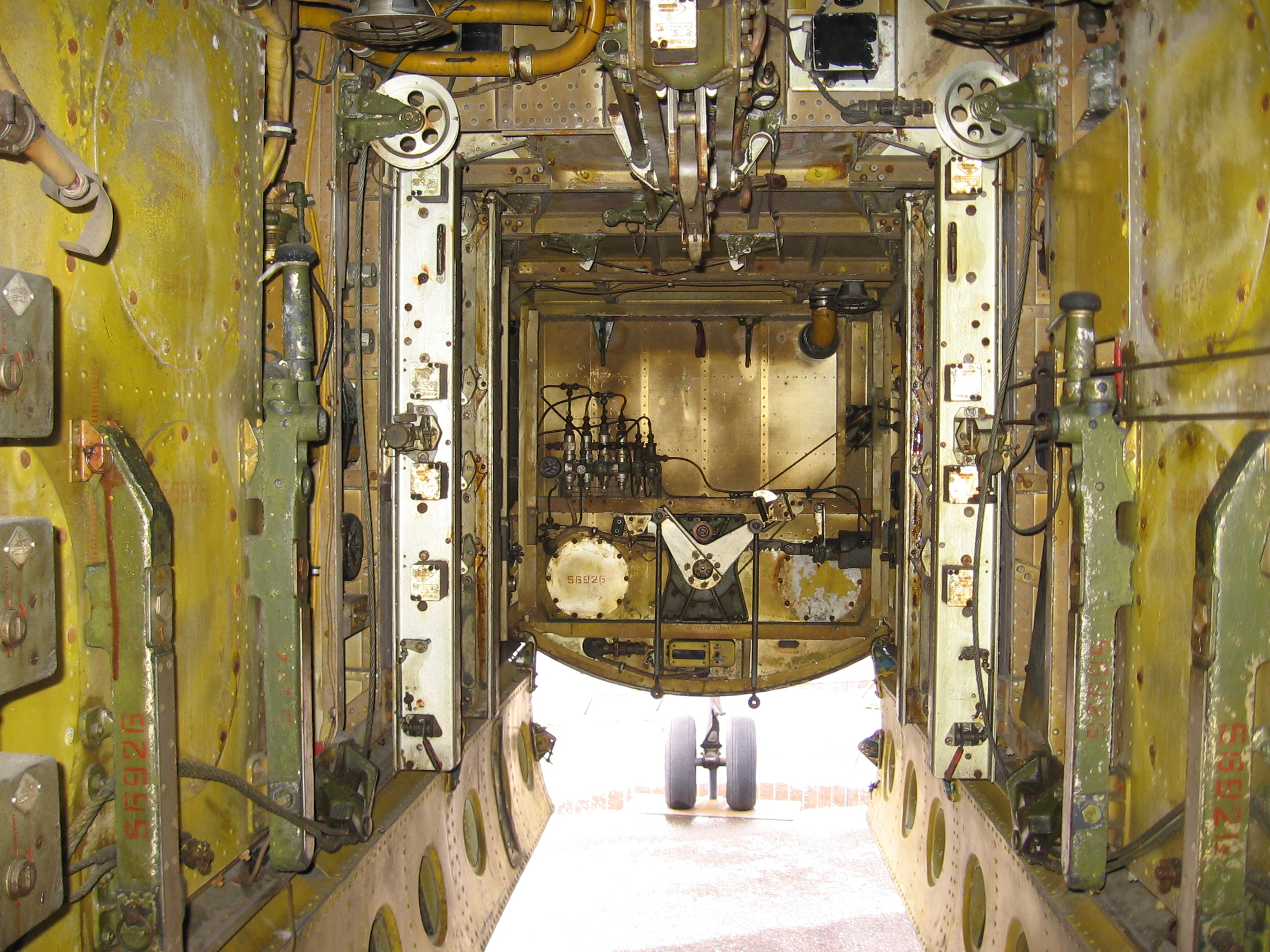
قفسه بمب Ilyushin Il-28، موزه Kbely، پراگ

ایلیوشین ایل-۲۸ به عنوان بمب‌افکن تاکتیکی، هواگرد شناسایی و آموزشی تولید و برای نخستین بار سال ۱۹۵۰ در نیروی هوایی شوروی وارد خدمت شد. این هواگرد قادر به حمل بمب، مین، اژدر و تسلیحات هسته‌ای است. مدل‌های آن شامل ایل-۲۸آر هواگرد شناسایی، ایل-۲۸تی هواگرد اژدرافکن برای نیروی دریایی و ایل-۲۸یو هواگرد آموزشی می‌شود.
ناتو در ابتدا نام گزارشی بوچر (Butcher - قصاب) را بر ایل-۲۸ نهاد اما سپس آن را به بیگل (Beagle) تغییر داد.
مجموعاً حدود ۳۰۰۰ فروند ایل-۲۸ تولید گردید. حدود ۲۰۰ فروند دیگر نیز در چکسلواکی تحت عنوان B-288 تولید شد. چین هم این هواگرد را با نام H-5 بین سال‌های ۱۹۶۶ تا ۱۹۸۲ تولید کرد. نیمی از هواگردهای تولید شده در شوروی به پانزده کشور دیگر شامل کشورهای عضو پیمان ورشو، صادر گشتند.

## تاریخچه عملیاتی
هواگرد ایل-۲۸ در نیجریه، مصر، ویتنام، کره شمالی، عراق، یمن، سوریه و افغانستان در میدان‌های رزم استفاده گردید. به صورت کلی، این هواگرد در ارتفاع پایین به کار گرفته می‌شد چرا که دقت بالایی در بمباران نداشت.

## مشخصات (ای ال-۲۸)

طرح سه نمای ایلیوشن ای ال-۲۸

داده‌ها از Jane's All The World's Aircraft 1982–83
ویژگی‌های عمومی
- خدمه: ۳
- طول: ۱۷٫۶۵ متر (۵۷ فوت ۱۱ اینچ)
- پهنای بال: ۲۱٫۴۵ متر (۷۰ فوت ۴ اینچ)
- ارتفاع: ۶٫۷ متر (۲۲ فوت ۰ اینچ)
- مساحت بال‌ها: ۶۰ متر مربع (۶۵۰ فوت مربع)
- ایرفویل: TsAGI SR-5S (12%)[۳]
- وزن خالی: ۱۲٬۸۹۰ کیلوگرم (۲۸٬۴۱۸ پوند)
- وزن ناخالص: ۱۸٬۴۰۰ کیلوگرم (۴۰٬۵۶۵ پوند)
- بیشترین وزن برخاست: ۲۱٬۲۰۰ کیلوگرم (۴۶٬۷۳۸ پوند)
- پیشرانه: ۲ عدد centrifugal-flow توربوجت engines Klimov VK-1A, ۲۶٫۵ کیلونیوتن (۶٬۰۰۰ پوند-نیرو) thrust  در هر موتور

عملکرد
- حداکثر سرعت: ۹۰۲ کیلومتر بر ساعت (۵۶۰ مایل بر ساعت، ۴۸۷ گره) at ۴٬۵۰۰ متر (۱۴٬۸۰۰ فوت)
- سرعت کروز: ۷۷۰ کیلومتر بر ساعت (۴۸۰ مایل بر ساعت، ۴۲۰ گره) at ۱۰٬۰۰۰ متر (۳۳٬۰۰۰ فوت)
- بُرد: ۲٬۱۸۰ کیلومتر (۱٬۳۵۰ مایل، ۱٬۱۸۰ مایل دریایی)
- حداکثر ارتفاع: ۱۲٬۳۰۰ متر (۴۰٬۴۰۰ فوت)
- نرخ صعود: ۱۵ متر بر ثانیه (۳٬۰۰۰ فوت بر دقیقه)

تسلیحات

- اسلحه‌ها: ۴ قبضه توپ نودلمان-ریختر ان.آر-۲۳ (۲ توپ در دماغه و دو توپ در سکوی توپ در دم هواپیما)
- بمب‌ها: 3,000 kg (6,600 lb) of bombs in internal bay (1,000 kg (2,200 lb) normal)